# Uebigau-Wahrenbrück
Uebigau-Wahrenbrück és un municipi alemany que pertany a l'estat de Brandenburg. Es troba als marges del riu Schwarze Elster, 11 km al nord-oest de Bad Liebenwerda, i 21 km a l'est de Torgau. Fou creat el 31 de desembre de 2001 de la fusió d'Uebigau, Bahnsdorf, Drasdo i Wiederau en Uebigau-Wahrenbrück. El 27 de setembre de 1998 s'uniren els de Beiersdorf, Beutersitz, Bönitz, Domsdorf, Kauxdorf, Marxdorf, Prestewitz, Rothstein, Saxdorf, Wildgrube i Winkel. Limita amb els municipis de Herzberg (Elster), Doberlug-Kirchhain, Schilda, Tröbitz, Schönborn, Bad Liebenwerda, Mühlberg (Elbe) i Falkenberg (Elster).

## Comunitats
| - Bahnsdorf - Beiersdorf - Beutersitz - Bomsdorf - Bönitz - Domsdorf | - Drasdo - Kauxdorf - Langennaundorf - Marxdorf - München/Elster - Neudeck | - Prestewitz - Rothstein - Saxdorf - Uebigau - Wahrenbrück - Wiederau | - Wildgrube - Winkel - Zinsdorf |

## Agermanaments
- Wadern
- Zawadzkie
- Bad Driburg